# Saison 5 de The Voice Belgique
 (janvier 2022).
- Si vous ne connaissez pas le sujet, laissez ce bandeau (vous pouvez alors contacter les auteurs).
- Si vous supprimez le contenu mis en cause (vous pouvez préalablement contacter les auteurs),

argumentez précisément cette suppression dans la page de discussion
(un manque de référence n'est pas un argument ; une recherche réelle de référence doit avoir été effectuée, être formellement documentée).
La cinquième saison de The Voice dans sa version belge (The Voice Belgique) a été diffusée sur La Une (RTBF) du 5 janvier 2016 au 19 avril 2016 et présentée par Maureen Louys et Walid.
L'émission a été remportée par Laura Cartesiani, coachée par B.J. Scott. Sous le nom de Lili Gin, elle intègre le groupe Machiavel.

## Coachs et candidats

### Coachs
Le panel de coachs de cette cinquième saison est composé de :
- Stanislas : Auteur-compositeur-interprète, coach de la saison 4 de The Voice Belgique;
- B.J. Scott : autrice-compositrice-interprète, coach durant les quatre premières saisons;
- Quentin Mosimann : disc jockey franco-suisse, chanteur et coach des saisons 1 et 2 de The Voice Belgique:
- Le duo Cats on Trees : groupe de pop rock français, originaire de Toulouse;

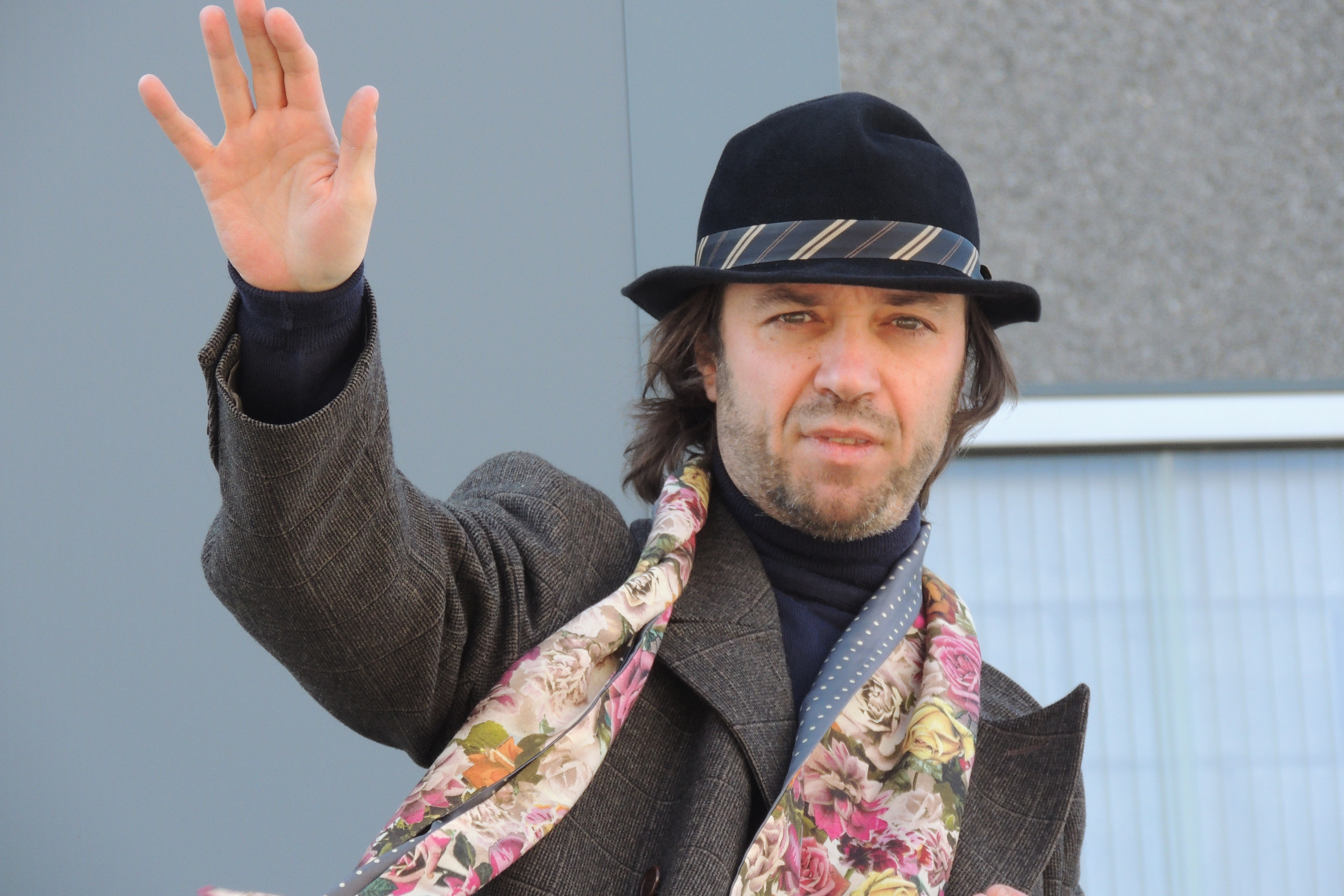
Stanislas
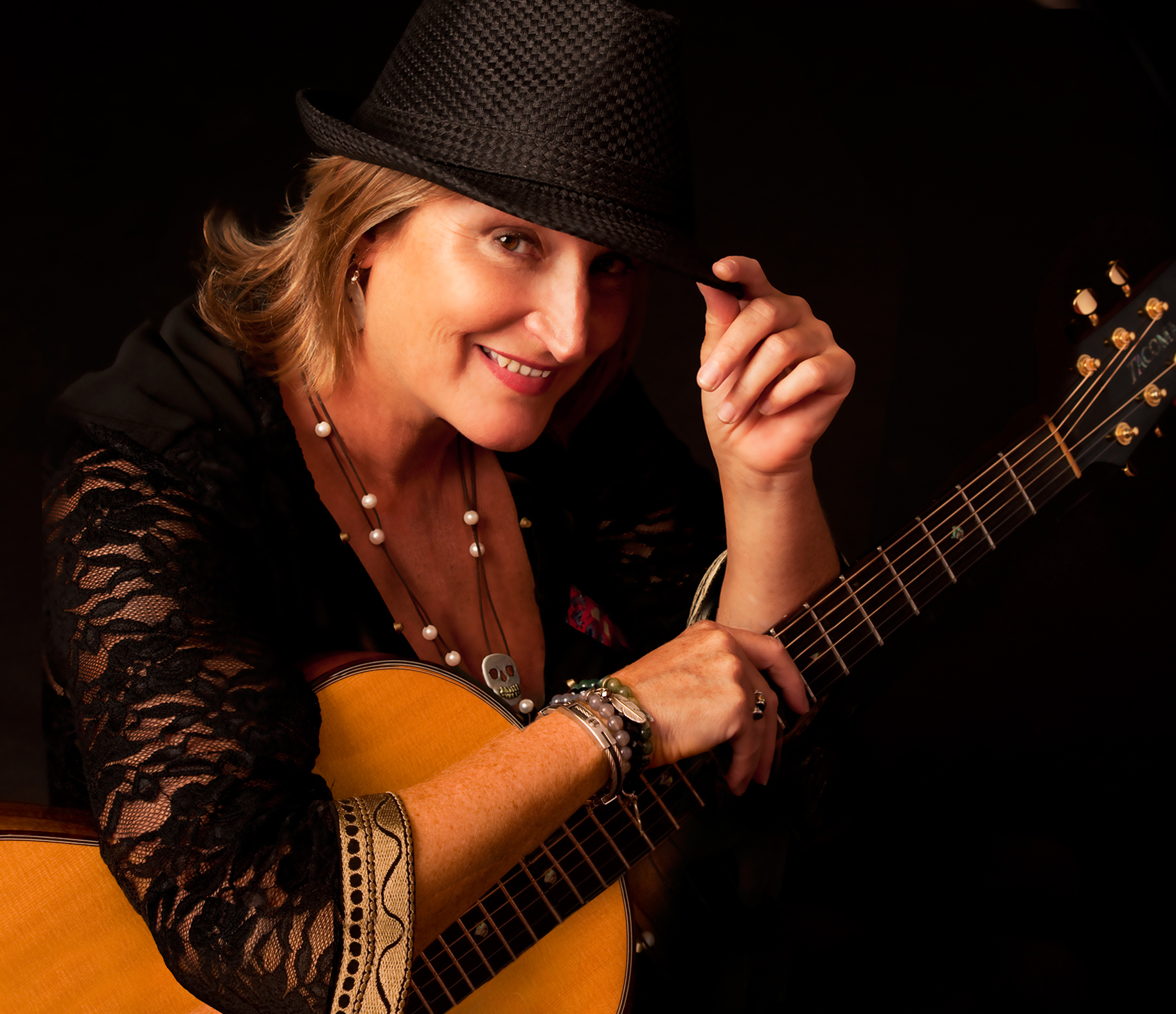
BJ Scott
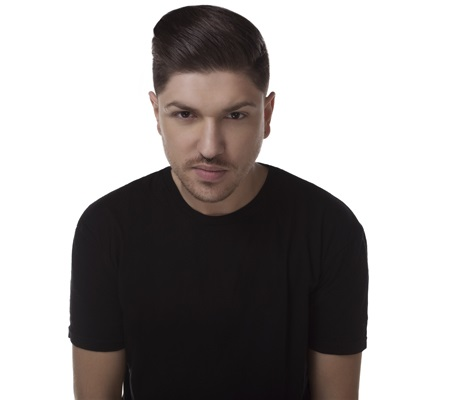
Quentin Mosimann
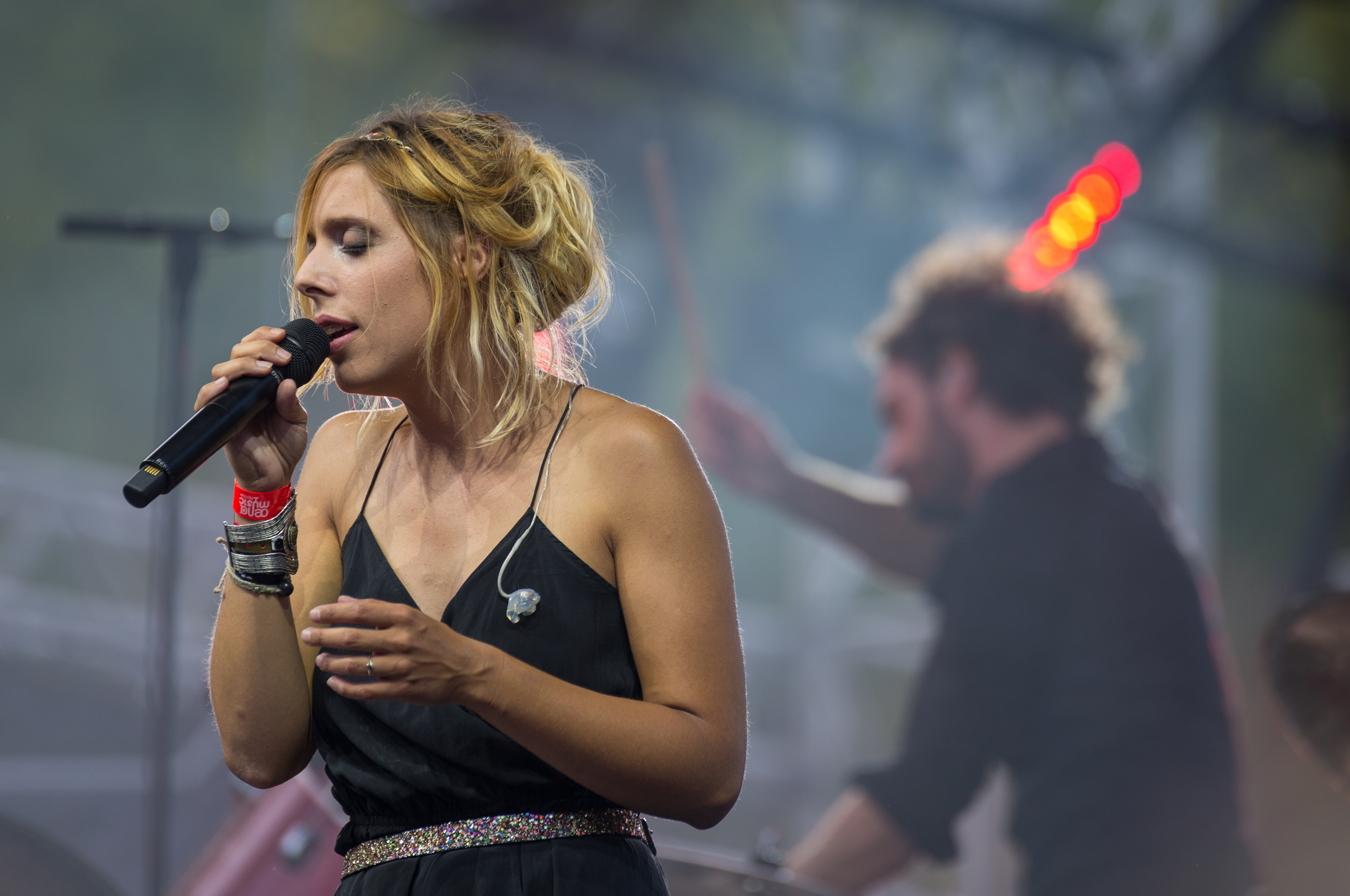
Cats on Trees

Ils sont secondés par d'autres artistes le temps d'une répétition en studio, Typh Barrow, Roberto Bellarosa et Santa, la chanteuse de Hyphen Hyphen, apparaissent donc chacun lors d'un épisode ; Marc Pinilla lors de deux épisodes,.

### Candidats
Légende :
|                         |                     | Stanislas           | BJ Scott         | Quentin Mosimann     | Cats on Trees     |
| ----------------------- | ------------------- | ------------------- | ---------------- | -------------------- | ----------------- |
| Finalistes              | 1                   | Emma de Quick       | Laura Cartesiani | Olivier Kaye         | Christophe Wurm   |
| Eliminés lors des Lives | 2                   | Fanny Foguenne      | Inès Bailly      | Davide Manna         | Pierre Lizée      |
| Eliminés lors des Lives | 3                   | Brigitte Thibaut    | Gil Teixeira     | Prescillia Forthomme | Ellie Delvaux     |
| Eliminés lors des Lives | 4                   | Julien Feller       | Aline Oger       | Marie Henrot         | Maéva Fiston      |
| Eliminés lors des Lives | 5                   | Tiffany Jakab       | Hervé Comerotte  | Andy Demaiffe        | Virginie Cuffolo  |
| Eliminés lors des Lives | 6                   | Belinda Iberhysaj   | Jonathan Viroux  | Lyssia Demeulenaere  | Laura Dos Santos  |
| Eliminés lors des Lives | 7                   | Séva Dothée         | Louise Parisis   | Stéphanie Carvalho   | Célestine Bastens |
| Eliminés lors des Lives | 8                   | Alexandre Diliberto | Arnaud Sioen     | Sarah Boudou         | Bruno Zorzetto    |
| Eliminés lors des Duels |                     |                     |                  |                      |                   |
| 9                       | Anthony Bucciarelli | Simon Yans          | Serena Trogh     | Annaëlle Schofield   |                   |
| 10                      | Cédric Van Moer     | Séva Dothée         | Jessica Mensah   | Jonathan Viroux      |                   |
| 11                      | Patrycja Sulowska   | Andy Demaiffe       | Steffi Pacson    | Charlotte Villers    |                   |
| 12                      | Lisa di Maggio      | Laura Leterme       | Marie Delsaux    | Noémie Jacqmin       |                   |
| 13                      | Jérémy Guilmot      | Justine Carabin     | Valentine Hofman | Johanna Epifani      |                   |
| 14                      | Christophe Wurm     | Belinda Iberhysaj   | Logan Benvenuti  | Sarah Boudou         |                   |
| 15                      | Gil Teixeira        | —                   | Maéva Fiston     | Romane Lahou         |                   |

NB : Les talents barrés dans l'élimination des Duels et retrouvés dans les Lives en italique sont les talents volés.

## Déroulement

### Auditions à l'aveugle («Blind auditions»)
Les quatre coachs, installés dans des fauteuils tournants, écoutent les candidats, dos tournés à la scène. Chacun d'entre eux doit se choisir douze candidats en écoutant seulement leur voix, s'ils sont séduits, ils devront appuyer sur leur "buzz" et c'est là que le fauteuil se retournera découvrant leur élu. Si plusieurs coachs se retournent, ce sera alors au candidat de choisir son coach.
Le public présent pendant les auditions n'a pas le dos tourné à la scène et un orchestre supporte les candidats. Le « 100 % à l'aveugle » est de retour pour cette édition, ou un grand rideau rouge  se dresse sur la scène pour le talent qui le souhaite et le cache du jury et du public.

#### Épisode 1
- Diffusion : 5 janvier 2016
- Audience : 546 500 téléspectateurs (34,1 % de parts de marché) [3]

| Ordre | Candidat                         | Chanson                             | Choix des coachs et des candidats | Choix des coachs et des candidats | Choix des coachs et des candidats | Choix des coachs et des candidats |
| Ordre | Candidat                         | Chanson                             | Stanislas                         | B.J Scott                         | Quentin                           | Cats on Trees                     |
| ----- | -------------------------------- | ----------------------------------- | --------------------------------- | --------------------------------- | --------------------------------- | --------------------------------- |
| 1     | Olivier Kaye                     | Faith - George Michael              |                                   | —                                 |                                   |                                   |
| 2     | Marie Henrot                     | Il y a - Vanessa Paradis            | —                                 | —                                 |                                   |                                   |
| 3     | Theo Acquiere                    | Photograph - Ed Sheeran             | —                                 | —                                 | —                                 | —                                 |
| 4     | Emma de Quick                    | Moondance - Van Morrison            |                                   |                                   |                                   |                                   |
| 5     | Claudia Cassinari                | Changing - SIGMA feat. Paloma Faith | —                                 | —                                 | —                                 | —                                 |
| 6     | Bruno Zorzetto                   | Mr. Tambourine Man - Bob Dylan      | —                                 | —                                 |                                   |                                   |
| 7     | Jacques Weck                     | L'Envie - Johnny Hallyday           | —                                 | —                                 | —                                 | —                                 |
| 8     | Jérémy Guilmot                   | Girl - The Beatles                  |                                   | —                                 | —                                 | —                                 |
| 9     | Sarah Boudou                     | Mad World - Gary Jules              | —                                 | —                                 | —                                 |                                   |
| 10    | Marie Michotte & Louise Montoisy | Falling Slowly - Once               | —                                 | —                                 | —                                 | —                                 |
| 11    | Jessica Mensah                   | A Woman's Worth - Alicia Keys       |                                   | —                                 |                                   | —                                 |
| 12    | Louise Parisis                   | Budapest - George Ezra              | —                                 |                                   | —                                 |                                   |

| Légende | Le coach a buzzé (« "I want you" ») | Le candidat est dans l'équipe du coach qui l'a buzzé (s'il est le seul à avoir buzzé) | Le candidat rejoint l’équipe du coach (dans le cas où ils sont plusieurs à avoir buzzé) | Le candidat est éliminé |

#### Épisode 2
- Diffusion : 12 janvier 2016
- Audience : 561 433 téléspectateurs (32,2 % de parts de marché) [4]

| Ordre | Candidat             | Chanson                               | Choix des coachs et des candidats | Choix des coachs et des candidats | Choix des coachs et des candidats | Choix des coachs et des candidats |
| Ordre | Candidat             | Chanson                               | Stanislas                         | B.J Scott                         | Quentin                           | Cats on Trees                     |
| ----- | -------------------- | ------------------------------------- | --------------------------------- | --------------------------------- | --------------------------------- | --------------------------------- |
| 1     | Stéphanie Carvalho   | One and Only - Adele                  |                                   |                                   |                                   |                                   |
| 2     | Pierre Sacre         | Just a Gigolo - Louis Prima           | —                                 | —                                 | —                                 | —                                 |
| 3     | Gil Teixeira         | True Colors - Cyndi Lauper            |                                   | —                                 | —                                 |                                   |
| 4     | Laetitia Lombardo    | Castle in the Snow - Kadebostany      | —                                 | —                                 | —                                 | —                                 |
| 5     | Maéva Fiston         | Can't Feel My Face - The Weeknd       | —                                 | —                                 |                                   |                                   |
| 6     | Brigitte Thibaut     | Malagueña - Joselito                  |                                   | —                                 | —                                 | —                                 |
| 7     | Amina Skhiri         | I Will Survive - Gloria Gaynor        | —                                 | —                                 | —                                 | —                                 |
| 8     | Laura Leterme        | Firework - Katy Perry                 | —                                 |                                   | —                                 | —                                 |
| 9     | Florent Papazoglakis | Le Chant des sirènes - Fréro Delavega | —                                 | —                                 | —                                 | —                                 |
| 10    | Pierre Lizée         | Too Many Friends - Placebo            |                                   | —                                 |                                   |                                   |
| 11    | Noémie Jacquemin     | Sacrifice - Anouk                     | —                                 | —                                 | —                                 |                                   |
| 13    | Anthony Bucciarelli  | Grande amore - Il Volo                |                                   | —                                 | —                                 | —                                 |
| 14    | Prescillia Forthomme | The Big Bang - Rock Mafia             | —                                 |                                   |                                   | —                                 |

| Légende | Le coach a buzzé (« "I want you" ») | Le candidat est dans l'équipe du coach qui l'a buzzé (s'il est le seul à avoir buzzé) | Le candidat rejoint l’équipe du coach (dans le cas où ils sont plusieurs à avoir buzzé) | Le candidat est éliminé |

#### Épisode 3
- Diffusion : 19 janvier 2016
- Audience : 541 760 téléspectateurs (29,5 % de parts de marché) [5]

| Ordre | Candidat           | Chanson                                   | Choix des coachs et des candidats | Choix des coachs et des candidats | Choix des coachs et des candidats | Choix des coachs et des candidats |
| Ordre | Candidat           | Chanson                                   | Stanislas                         | B.J Scott                         | Quentin                           | Cats on Trees                     |
| ----- | ------------------ | ----------------------------------------- | --------------------------------- | --------------------------------- | --------------------------------- | --------------------------------- |
| 1     | Serena Trogh       | Jour 1 - Louane Emera                     | —                                 | —                                 |                                   | —                                 |
| 2     | Ermes Campoccia    | Una storia importante - Eros Ramazzotti   | —                                 | —                                 | —                                 | —                                 |
| 3     | Laura Cartesiani   | Master Blaster - Stevie Wonder            |                                   |                                   |                                   |                                   |
| 4     | Logan Benvenuti    | Welcome to Burlesque - Cher               | —                                 |                                   |                                   | —                                 |
| 5     | Annaëlle Schofield | Riptide - Vance Joy                       |                                   | —                                 | —                                 |                                   |
| 6     | Arnaud Sioen       | You need me I don't need you - Ed Sheeran | —                                 |                                   |                                   |                                   |
| 7     | Julien Jaffres     | You Gotta Be - Des'ree                    | —                                 | —                                 | —                                 | —                                 |
| 8     | Ellie Delvaux      | Daydreamer - Adele                        |                                   | —                                 | —                                 |                                   |
| 9     | Justine Carabin    | Homeless - Marina Kaye                    |                                   |                                   |                                   | —                                 |
| 10    | Aurelien Garitte   | Le Blues du businessman - Starmania       | —                                 | —                                 | —                                 | —                                 |
| 11    | Fanny Foguenne     | Ship to Wreck - Florence + The Machine    |                                   | —                                 | —                                 | —                                 |
| 12    | Evelyn Babic       | Try to Think about Elvis - Patty Loveless | —                                 | —                                 | —                                 | —                                 |
| 13    | Laura Dos Santos   | Cry Me a River - Ella Fitzgerald          | —                                 | —                                 | —                                 |                                   |

| Légende | Le coach a buzzé (« "I want you" ») | Le candidat est dans l'équipe du coach qui l'a buzzé (s'il est le seul à avoir buzzé) | Le candidat rejoint l’équipe du coach (dans le cas où ils sont plusieurs à avoir buzzé) | Le candidat est éliminé |

#### Épisode 4
- Diffusion : 26 janvier 2016
- Audience :  565 000 téléspectateurs (32,6 % de parts de marché)[6]

| Ordre | Candidat               | Chanson                                | Choix des coachs et des candidats | Choix des coachs et des candidats | Choix des coachs et des candidats | Choix des coachs et des candidats |
| Ordre | Candidat               | Chanson                                | Stanislas                         | B.J Scott                         | Quentin                           | Cats on Trees                     |
| ----- | ---------------------- | -------------------------------------- | --------------------------------- | --------------------------------- | --------------------------------- | --------------------------------- |
| 1     | Emmanuelle Ikume Louya | Ne me quitte pas - Jacques Brel        | —                                 | —                                 | —                                 | —                                 |
| 2     | Patrycja Sulowska      | Move in the Right Direction - Gossip   |                                   | —                                 | —                                 | —                                 |
| 3     | Jonathan Viroux        | Englishman in New York - Sting         |                                   | —                                 | —                                 |                                   |
| 4     | Véronique Sente        | Johnny - Vaya Con Dios                 | —                                 | —                                 | —                                 | —                                 |
| 5     | Valentine Hofman       | I'd Rather Go Blind - Etta James       | —                                 | —                                 |                                   | —                                 |
| 6     | Tiffany Jakab          | Russian Roulette - Rihanna             |                                   |                                   |                                   |                                   |
| 7     | Letizia Guttuso        | Mercedes-Benz - Janis Joplin           | —                                 | —                                 | —                                 | —                                 |
| 8     | Alexandre Diliberto    | I'm Not the Only One - Sam Smith       |                                   | —                                 | —                                 | —                                 |
| 9     | Johanna Epifani        | Pas toi - Jean-Jacques Goldman         | —                                 |                                   |                                   |                                   |
| 10    | Simon Yans             | The Dreamer - The Tallest Man on Earth |                                   |                                   |                                   |                                   |
| 11    | Séva Dothee            | Reason - Selah Sue                     | —                                 |                                   | —                                 | —                                 |
| 12    | Alberto Gonzales       | Piensa en mí - Luz Casal               | —                                 | —                                 | —                                 | —                                 |
| 13    | Inès Bailly            | Catch and Release - Matt Simons        |                                   |                                   |                                   |                                   |

| Légende | Le coach a buzzé (« "I want you" ») | Le candidat est dans l'équipe du coach qui l'a buzzé (s'il est le seul à avoir buzzé) | Le candidat rejoint l’équipe du coach (dans le cas où ils sont plusieurs à avoir buzzé) | Le candidat est éliminé |

#### Épisode 5
- Diffusion : 2 février 2016
- Audience :  473 039 téléspectateurs (25,1 % de parts de marché)[7]

| Ordre | Candidat            | Chanson                             | Choix des coachs et des candidats | Choix des coachs et des candidats | Choix des coachs et des candidats | Choix des coachs et des candidats |
| Ordre | Candidat            | Chanson                             | Stanislas                         | B.J Scott                         | Quentin                           | Cats on Trees                     |
| ----- | ------------------- | ----------------------------------- | --------------------------------- | --------------------------------- | --------------------------------- | --------------------------------- |
| 1     | Davide Manna        | Grace Kelly - Mika                  | —                                 | —                                 |                                   | —                                 |
| 2     | Romane Lahou        | Sweater Weather - The Neighbourhood |                                   | —                                 | —                                 |                                   |
| 3     | Andy Demaiffe       | Hold Back the River - James Bay     | —                                 |                                   |                                   | —                                 |
| 4     | Firmin de Brabanter | Rolling in the Deep - Adele         | —                                 | —                                 | —                                 | —                                 |
| 5     | Lisa di Maggio      | Bubbly - Colbie Caillat             |                                   | —                                 | —                                 | —                                 |
| 6     | Jessica Gérard      | Les Yeux de ma Mère - Arno          | —                                 | —                                 | —                                 | —                                 |
| 7     | Belinda Iberhysaj   | Ho Hey - The Lumineers              |                                   |                                   |                                   |                                   |
| 8     | Manuela Lippens     | Hijo de la Luna - Mecano            | —                                 | —                                 | —                                 | —                                 |
| 9     | Charlotte Villers   | Turn me On - Norah Jones            | —                                 | —                                 | —                                 |                                   |
| 10    | Hervé Cornerotte    | Where Is My Mind? - Pixies          |                                   |                                   |                                   |                                   |
| 11    | Christophe Wurm     | Le Plat Pays - Jacques Brel         |                                   | —                                 |                                   |                                   |
| 12    | Jan Bosmans         | Annie's Song - John Denver          | —                                 | —                                 | —                                 | —                                 |
| 13    | Marie Delsaux       | Nobody's Wife - Anouk               |                                   |                                   |                                   | —                                 |

| Légende | Le coach a buzzé (« "I want you" ») | Le candidat est dans l'équipe du coach qui l'a buzzé (s'il est le seul à avoir buzzé) | Le candidat rejoint l’équipe du coach (dans le cas où ils sont plusieurs à avoir buzzé) | Le candidat est éliminé |

#### Épisode 6
- Diffusion : 9 février 2016
- Audience : 546 300 téléspectateurs (29,7 % de parts de marché)[8]

| Ordre | Candidat              | Chanson                                    | Choix des coachs et des candidats | Choix des coachs et des candidats | Choix des coachs et des candidats | Choix des coachs et des candidats |
| Ordre | Candidat              | Chanson                                    | Stanislas                         | B.J Scott                         | Quentin                           | Cats on Trees                     |
| ----- | --------------------- | ------------------------------------------ | --------------------------------- | --------------------------------- | --------------------------------- | --------------------------------- |
| 1     | Mélissa Castiau       | Clown - Emeli Sandé                        | —                                 | —                                 | —                                 | —                                 |
| 2     | Célestine Bastens     | There Are Worse Things I Could Do - Grease | —                                 | —                                 | —                                 |                                   |
| 3     | Julien Feller         | The Dreamer - The Tallest Man on Earth     |                                   | —                                 |                                   | —                                 |
| 4     | Ameline Gobled        | Nobody's Perfect - Jessie J                | —                                 | —                                 | —                                 | —                                 |
| 5     | Lyssia Demeulenaere   | Couleur Café - Serge Gainsbourg            | —                                 | —                                 |                                   | —                                 |
| 6     | Rizlane Bakali Tahiri | Regarde-moi - Céline Dion                  | —                                 | —                                 | —                                 | —                                 |
| 7     | Aline Oger            | Hey You - Pink Floyd                       | —                                 |                                   | —                                 | —                                 |
| 8     | Maxime Bernus         | Petite Marie - Francis Cabrel              | —                                 | Équipe complète                   | —                                 | —                                 |
| 9     | Emilie Berthalin      | Toxic - Britney Spears                     | —                                 | Équipe complète                   | —                                 | —                                 |
| 10    | Steffi Pacson         | The Voice Within - Christina Aguilera      | —                                 | Équipe complète                   |                                   | —                                 |
| 11    | Virginie Cuffolo      | Try - Colbie Caillat                       | —                                 | Équipe complète                   | Équipe complète                   |                                   |
| 12    | Cédric Van Moer       | Learn to Fly - Foo Fighters                |                                   | Équipe complète                   | Équipe complète                   | Équipe complète                   |

| Légende | Le coach a buzzé (« "I want you" ») | Le candidat est dans l'équipe du coach qui l'a buzzé (s'il est le seul à avoir buzzé) | Le candidat rejoint l’équipe du coach (dans le cas où ils sont plusieurs à avoir buzzé) | Le candidat est éliminé |

### Les duels
Après les blinds auditions, 51 talents s’affronteront lors des duels. Et c’est ici qu’une nouvelle règle apparait : fini les « sing off » et place au « talent volé ». Chaque coach aura en effet l’opportunité de voler deux talents parmi les 24 talents perdants des duels. Autrement dit, lorsqu’un coach décide lequel de ces deux talents poursuit l’aventure, les autres coaches ont la possibilité de buzzer et de récupérer dans leur équipe le talent perdant. Et comme lors des blinds auditions, si plusieurs coaches buzzent, c’est le talent qui choisira quelle équipe il souhaite rejoindre.
Ce sont donc 8 candidats supplémentaires qui se présenteront aux Lives, soit 32 candidats en tout. Des Lives plus longs que l’année dernière, puisque la RTBF a décidé d’ajouter des séquences montrant davantage les séances de coaching. Quant aux éliminations, elles auront lieu tout au long de l’émission et non plus seulement à la fin, l’objectif étant de tenir le téléspectateur en haleine.

#### Épisode 7
- Diffusion : 16 février 2016
- Audience : 499 700 téléspectateurs (26,7 % de parts de marché)[9]

| Ordre | Coach            | Chanson                                         | Talent              | Talent(s)         | Choix des coachs et des candidats | Choix des coachs et des candidats | Choix des coachs et des candidats | Choix des coachs et des candidats |
| Ordre | Coach            | Chanson                                         | Talent              | Talent(s)         | Stanislas                         | B.J Scott                         | Quentin                           | Cats on Trees                     |
| ----- | ---------------- | ----------------------------------------------- | ------------------- | ----------------- | --------------------------------- | --------------------------------- | --------------------------------- | --------------------------------- |
| 1     | Quentin Mosimann | Si c'est bon comme ça - Sinclair                | Olivier Kaye        | Maéva Fiston      | —                                 | —                                 | NC                                |                                   |
| 2     | Cats on Trees    | Lisztomania - Phoenix                           | Pierre Lizée        | Romane Lahou      | —                                 | —                                 | —                                 | NC                                |
| 3     | Quentin Mosimann | Love Me like You Do - Ellie Goulding            | Davide Manna        | Logan Benvenuti   | —                                 | —                                 | NC                                | —                                 |
| 4     | B.J Scott        | Résiste - France Gall                           | Louise Parisis      | Belinda Iberhysaj |                                   | NC                                | —                                 | —                                 |
| 5     | Stanislas        | Marvin Gaye - Charlie Puth feat. Meghan Trainor | Alexandre Diliberto | Gil Teixeira      | NC                                |                                   |                                   | —                                 |
| 6     | B.J Scott        | Ironic – Alanis Morissette                      | Laura Cartesiani    | Justine Carabin   | —                                 | NC                                | —                                 | —                                 |

| Légende | Le talent qui a remporté son duel sur décision de son coach | Le talent qui a perdu son duel est "volé" par un autre coach | Le talent quitte l'aventure |

#### Épisode 8
- Diffusion : 23 février 2016
- Audience : 470 900 téléspectateurs (28,1 % de parts de marché)[10]

| Ordre | Coach            | Chanson                                 | Talent               | Talent(s)        | Choix des coachs et des candidats | Choix des coachs et des candidats | Choix des coachs et des candidats | Choix des coachs et des candidats |
| Ordre | Coach            | Chanson                                 | Talent               | Talent(s)        | Stanislas                         | B.J Scott                         | Quentin                           | Cats on Trees                     |
| ----- | ---------------- | --------------------------------------- | -------------------- | ---------------- | --------------------------------- | --------------------------------- | --------------------------------- | --------------------------------- |
| 1     | Stanislas        | Utile - Julien Clerc                    | Brigitte Thibaut     | Christophe Wurm  | NC                                |                                   | —                                 |                                   |
| 2     | Cats on Trees    | Shake It Out - Florence and the Machine | Célestine Bastens    | Sarah Boudou     | —                                 | —                                 |                                   | NC                                |
| 2     | Cats on Trees    | Shake It Out - Florence and the Machine | Célestine Bastens    | Johanna Epifani  | —                                 | —                                 | —                                 | NC                                |
| 3     | Quentin Mosimann | Bulletproof - La Roux                   | Lyssia Demeulenaere  | Valentine Hofman | —                                 | —                                 | NC                                | NC                                |
| 4     | Stanislas        | Reach Out I'll Be There - Four Tops     | Emma de Quick        | Jérémy Guilmot   | NC                                | —                                 | —                                 | NC                                |
| 5     | B.J Scott        | Smells Like Teen Spirit - Nirvana       | Aline Oger           | Laura Leterme    | —                                 | NC                                | —                                 | NC                                |
| 6     | Quentin Mosimann | Paid My Dues – Anastacia                | Prescillia Forthomme | Marie Delsaux    | —                                 | —                                 | NC                                | NC                                |

| Légende | Le talent qui a remporté son duel sur décision de son coach | Le talent qui a perdu son duel est "volé" par un autre coach | Le talent quitte l'aventure |

#### Épisode 9
- Diffusion : 1er mars 2016
- Audience : 440 000 téléspectateurs (25 % de parts de marché)[11]

| Ordre | Coach            | Chanson                                                | Talent             | Talent(s)         | Choix des coachs et des candidats | Choix des coachs et des candidats | Choix des coachs et des candidats | Choix des coachs et des candidats |
| Ordre | Coach            | Chanson                                                | Talent             | Talent(s)         | Stanislas                         | B.J Scott                         | Quentin                           | Cats on Trees                     |
| ----- | ---------------- | ------------------------------------------------------ | ------------------ | ----------------- | --------------------------------- | --------------------------------- | --------------------------------- | --------------------------------- |
| 1     | Cats on Trees    | Rehab - Amy Winehouse                                  | Laura Dos Santos   | Noémie Jacqmin    | —                                 | —                                 | —                                 | NC                                |
| 2     | B.J Scott        | Wild World - M. Big                                    | Hervé Cornerotte   | Andy Demaiffe     | —                                 | NC                                |                                   | NC                                |
| 3     | Stanislas        | We Are Never Ever Getting Back Together - Taylor Swift | Fanny Foguenne     | Lisa di Maggio    | NC                                | —                                 | NC                                | NC                                |
| 4     | Quentin Mosimann | Shark in the Water - V V Brown                         | Stéphanie Carvalho | Steffi Pacson     | —                                 | —                                 | NC                                | NC                                |
| 5     | Cats on Trees    | Creep - Radiohead                                      | Ellie Delvaux      | Charlotte Villers | —                                 | —                                 | NC                                | NC                                |
| 6     | Quentin Mosimann | Ella, elle l'a - France Gall                           | Marie Henrot       | Jessica Mensah    | —                                 | —                                 | NC                                | NC                                |
| 6     | Quentin Mosimann | Ella, elle l'a - France Gall                           | Marie Henrot       | Serena Trogh      | —                                 | —                                 | NC                                | NC                                |

| Légende | Le talent qui a remporté son duel sur décision de son coach | Le talent qui a perdu son duel est "volé" par un autre coach | Le talent quitte l'aventure |

#### Épisode 10
- Diffusion : 8 mars 2016
- Audience : 438 400 téléspectateurs (24,4 % de parts de marché)[12]

| Ordre | Coach         | Chanson                          | Talent           | Talent(s)           | Choix des coachs et des candidats | Choix des coachs et des candidats | Choix des coachs et des candidats | Choix des coachs et des candidats |
| Ordre | Coach         | Chanson                          | Talent           | Talent(s)           | Stanislas                         | B.J Scott                         | Quentin                           | Cats on Trees                     |
| ----- | ------------- | -------------------------------- | ---------------- | ------------------- | --------------------------------- | --------------------------------- | --------------------------------- | --------------------------------- |
| 1     | Cats on Trees | Last Nite - The Strokes          | Bruno Zorzetto   | Jonathan Viroux     | —                                 |                                   | NC                                | NC                                |
| 2     | Stanislas     | Call Me Maybe - Carly Rae Jepsen | Tiffany Jakab    | Patrycja Sulowska   | NC                                | NC                                | NC                                | NC                                |
| 3     | Cats on Trees | Shiny Happy People - R.E.M.      | Virginie Cuffolo | Annaëlle Schofield  | —                                 | NC                                | NC                                | NC                                |
| 4     | B.J Scott     | Be My Man - Aṣa                  | Inès Bailly      | Séva Dothée         |                                   | NC                                | NC                                | NC                                |
| 5     | Stanislas     | C'est dit - Calogero             | Julien Feller    | Cédric Van Moer     | NC                                | NC                                | NC                                | NC                                |
| 5     | Stanislas     | C'est dit - Calogero             | Julien Feller    | Anthony Bucciarelli | NC                                | NC                                | NC                                | NC                                |
| 6     | B.J Scott     | Sing - Ed Sheeran                | Arnaud Sioen     | Simon Yans          | NC                                | NC                                | NC                                | NC                                |

| Légende | Le talent qui a remporté son duel sur décision de son coach | Le talent qui a perdu son duel est "volé" par un autre coach | Le talent quitte l'aventure |

#### Les équipes pour les lives
| Coachs | Coachs                 | Coachs                | Coachs               | Coachs              |
| n°     | Stanislas              | B.J. Scott            | Quentin              | Cats on Trees       |
| ------ | ---------------------- | --------------------- | -------------------- | ------------------- |
| 1      | Alexandre Diliberto    | Louise Parisis        | Olivier Kaye         | Pierre Lizée        |
| 2      | Brigitte Thibaut       | Laura Cartesiani      | Davide Manna         | Célestine Bastens   |
| 3      | Emma de Quick          | Aline Oger            | Lyssia Demeulenaere  | Laura Dos Santos    |
| 4      | Fanny Foguenne         | Hervé Cornerotte      | Prescillia Forthomme | Ellie Delvaux       |
| 5      | Tiffany Jakab          | Inès Bailly           | Stéphanie Carvalho   | Bruno Zorzetto      |
| 6      | Julien Feller          | Arnaud Sioen          | Marie Henrot         | Virginie Cuffolo    |
| 7      | Belinda Iberhysaj (BJ) | Gil Teixeira (S)      | Sarah Boudou (COT)   | Maéva Fiston (Q)    |
| 8      | Séva Dothée (BJ)       | Jonathan Viroux (COT) | Andy Demaiffe (BJ)   | Christophe Wurm (S) |

### Les Lives

#### Épisode 11
- Diffusion : 15 mars 2016
- Audience : 368 700 téléspectateurs (25,1 % de parts de marché)[13]
- Règles : Sur scène, les talents de toutes les équipes. Lors de ces deux premiers directs, Quentin Mosimann, Les Cats on Trees, Stanislas et BJ Scott présenteront chacun 4 talents (dont 1 talent volé). 4 talents de chaque équipe prestent chacun à leur tour. Les votes pour une équipe sont valables pendant le passage d'une équipe. Le public offrira au meilleur talent de chaque équipe une place assurée pour le Live suivant. Le sort des 3 autres sera remis entre les mains de leur coach. Le meilleur restera, et tout sera fini pour les 2 autres.

| Ordre                                                 | Talent               | Équipe           | Chanson                                                     |
| ----------------------------------------------------- | -------------------- | ---------------- | ----------------------------------------------------------- |
| Les coachs : Are You Gonna Go My Way de Lenny Kravitz |                      |                  |                                                             |
| 1                                                     | Emma De Quick        | Stanislas        | Papaoutai - Stromae                                         |
| 2                                                     | Alexandre Diliberto  | Stanislas        | Just the Two of Us - Bill Withers and Grover Washington Jr. |
| 3                                                     | Séva Dothée          | Stanislas        | For Me...formidable - Charles Aznavour                      |
| 4                                                     | Fanny Foguenne       | Stanislas        | Are You Gonna Be My Girl - Jet                              |
|                                                       |                      |                  |                                                             |
| 5                                                     | Louise Parisis       | B.J Scott        | Lucy in the Sky with Diamonds - The Beatles                 |
| 6                                                     | Gil Teixeira         | B.J Scott        | 1973 - James Blunt                                          |
| 7                                                     | Laura Cartesiani     | B.J Scott        | This World - Selah Sue                                      |
| 8                                                     | Arnaud Sioen         | B.J Scott        | Can't Hold Us - Macklemore featuring Ryan Lewis             |
|                                                       |                      |                  |                                                             |
| 9                                                     | Prescillia Forthomme | Quentin Mosimann | What a Diff'rence a Day Makes - Dinah Washington            |
| 10                                                    | Stéphanie Carvalho   | Quentin Mosimann | I Will Always Love You - Whitney Houston                    |
| 11                                                    | Olivier Kaye         | Quentin Mosimann | Goodbye Philadelphia - Peter Cincotti                       |
| 12                                                    | Sarah Boudou         | Quentin Mosimann | Ain't Nobody - Felix Jaehn                                  |
|                                                       |                      |                  |                                                             |
| 13                                                    | Pierre Lizée         | Cats on Trees    | Yellow - Coldplay                                           |
| 14                                                    | Maéva Fiston         | Cats on Trees    | I Follow Rivers - Lykke Li                                  |
| 15                                                    | Célestine Bastens    | Cats on Trees    | Man in the Mirror - Michael Jackson                         |
| 16                                                    | Bruno Zorzetto       | Cats on Trees    | Résidents de la République - Alain Bashung                  |

| Légende | Le candidat est sauvé par les téléspectateurs, en priorité (le plus grand nombre de votes) | Le candidat est sauvé par le coach | Les candidats ne sont pas sauvés par le coach |

| Equipe           | Sauvé par le + de votes | Sauvé par son coach  | Talent exclu        | Talent exclu   |
| ---------------- | ----------------------- | -------------------- | ------------------- | -------------- |
| Stanislas        | Fanny Foguenne          | Emma De Quick        | Alexandre Diliberto | Séva Dothée    |
| B.J              | Laura Cartesiani        | Gil Teixeira         | Louise Parisis      | Arnaud Sioen   |
| Quentin Mosimann | Olivier Kaye            | Prescillia Forthomme | Stéphanie Carvalho  | Sarah Boudou   |
| Cats on Trees    | Pierre Lizée            | Maéva Fiston         | Célestine Bastens   | Bruno Zorzetto |

#### Épisode 12
- Diffusion : 28 mars 2016 (L'émission était prévue le 22 mars 2016, mais fut déprogrammée en raisons des attentats à Bruxelles du matin-même)
- Audience : 388 000 téléspectateurs (23,6 % de parts de marché)[14]
- Invitée : Birdy

| Ordre | Talent              | Équipe           | Chanson                                                     |
| --- | ------------------- | ---------------- | ----------------------------------------------------------- |
| Les coachs : Bruxelles ma belle de Dick Annegarn                                                                              |                     |                  |                                                             |
| 1 | Davide Manna        | Quentin Mosimann | Edge Of Glory - Lady Gaga                                   |
| 2 | Lyssia Demeulenaere | Quentin Mosimann | You know I'm no good - Amy Winehouse                        |
| Birdy avec Laura Dos Santos, Inès Bailly, Aline Oger, Ellie Delvaux, Belinda Iberhysaj & Tiffany Jakab : Keeping Your Head Up |                     |                  |                                                             |
| 3 | Andy Demaiffe       | Quentin Mosimann | Use somebody - King Of Leon                                 |
| 4 | Marie Henrot        | Quentin Mosimann | Ne partons pas fâchés - Raphael                             |
| |                     |                  |                                                             |
| 5 | Laura Dos Santos    | Cats on Trees    | Single Ladies (Put a Ring on It) - Beyoncé                  |
| 6 | Christophe Wurm     | Cats on Trees    | L'héritage - Benjamin Biolay                                |
| 7 | Ellie Delvaux       | Cats on Trees    | Running with the wolves - Aurora                            |
| 8 | Virginie Cuffolo    | Cats on Trees    | All you need is love - The Beatles                          |
| Birdy : Skinny Love |                     |                  |                                                             |
| |                     |                  |                                                             |
| 9 | Belinda Iberhysaj   | Stanislas        | Come - Jain                                                 |
| 10 | Tiffany Jakab       | Stanislas        | Rather Be - Clean Bandit feat. Jess Glynne                  |
| 11 | Julien Feller       | Stanislas        | Adventure of a lifetime - Coldplay                          |
| 12 | Brigitte Thibaut    | Stanislas        | Les Yeux de la mama - Kendji Girac                          |
| |                     |                  |                                                             |
| 13 | Hervé Cornerotte    | B.J Scott        | You Are So Beautiful - Joe Cocker                           |
| 14 | Inès Bailly         | B.J Scott        | Oops!... I Did It Again - Britney Spears Postmodern Jukebox |
| 15 | Jonathan Viroux     | B.J Scott        | Crosstown Traffic - Jimi Hendrix                            |
| 16 | Aline Oger          | B.J Scott        | Bad Romance - Lady Gaga                                     |

| Légende | Le candidat est sauvé par les téléspectateurs, en priorité (le plus grand nombre de votes) | Le candidat est sauvé par le coach | Les candidats ne sont pas sauvés par le coach |

| Equipe           | Sauvé par le + de votes | Sauvé par son coach | Talent exclu        | Talent exclu     |
| ---------------- | ----------------------- | ------------------- | ------------------- | ---------------- |
| Stanislas        | Brigitte Thibaut        | Julien Feller       | Belinda Iberhysaj   | Tiffany Jakab    |
| B.J              | Inès Bailly             | Aline Oger          | Hervé Cornerotte    | Jonathan Viroux  |
| Quentin Mosimann | Marie Henrot            | David Manna         | Lyssia Demeulenaere | Andy Demaiffe    |
| Cats on Trees    | Christophe Wurm         | Ellie Delvaux       | Laura Dos Santos    | Virginie Cuffolo |

#### Épisode 13
- Diffusion : 5 avril 2016
- Audience : 379 100 téléspectateurs (23,1 % de parts de marché)[15]
- Invité : Soprano

| Ordre                                       | Talent               | Équipe           | Chanson                                                       |
| ------------------------------------------- | -------------------- | ---------------- | ------------------------------------------------------------- |
| Soprano, Julien Feller & Ines Bailly: Clown |                      |                  |                                                               |
| 1                                           | Brigitte Thibaut     | Stanislas        | Et maintenant - Gilbert Bécaud                                |
| 2                                           | Emma de Quick        | Stanislas        | Bring Me to Life - Evanescence                                |
| 3                                           | Julien Feller        | Stanislas        | The Sound of Silence - Simon and Garfunkel                    |
| 4                                           | Fanny Foguenne       | Stanislas        | Comme des enfants - Cœur de pirate                            |
|                                             |                      |                  |                                                               |
| 5                                           | Aline Oger           | B.J Scott        | I Think I'm Paranoid - Garbage                                |
| 6                                           | Inès Bailly          | B.J Scott        | Dancing in the dark - Bruce Springsteen                       |
| 7                                           | Gil Teixeira         | B.J Scott        | San Francisco - Maxime Le Forestier                           |
| 8                                           | Laura Cartesiani     | B.J Scott        | Love Runs Out - One Republic                                  |
|                                             |                      |                  |                                                               |
| 9                                           | Olivier Kaye         | Quentin Mosimann | Long Train Runnin' - The Doobie Brothers                      |
| 10                                          | Marie Henrot         | Quentin Mosimann | Billie Jean - Michael Jackson                                 |
| 11                                          | Prescillia Forthomme | Quentin Mosimann | Ne retiens pas tes larmes - Amel Bent                         |
| 12                                          | Davide Manna         | Quentin Mosimann | Writing's on the Wall - Sam Smith                             |
| Soprano : Barman                            |                      |                  |                                                               |
|                                             |                      |                  |                                                               |
| 13                                          | Christophe Wurm      | Cats on Trees    | Carmen - Stromae                                              |
| 14                                          | Pierre Lizée         | Cats on Trees    | Sunburn - Muse                                                |
| 15                                          | Ellie Delvaux        | Cats on Trees    | Runnin' (Lose It All) - Naughty Boy, Beyoncé & Arrow Benjamin |
| 16                                          | Maéva Fiston         | Cats on Trees    | Love Song - Sara Bareilles                                    |

| Légende | Le candidat est sauvé par les téléspectateurs, en priorité (le plus grand nombre de votes) | Le candidat est sauvé par le coach | Les candidats ne sont pas sauvés par le coach |

| Equipe           | Sauvé par le + de votes | Sauvé par son coach | Talent exclu         | Talent exclu     |
| ---------------- | ----------------------- | ------------------- | -------------------- | ---------------- |
| Stanislas        | Fanny Foguenne          | Emma De Quick       | Julien Feller        | Brigitte Thibaut |
| B.J              | Inès Bailly             | Laura Cartesiani    | Gil Teixeira         | Aline Oger       |
| Quentin Mosimann | Olivier Kaye            | Davide Manna        | Prescillia Forthomme | Marie Henrot     |
| Cats on Trees    | Pierre Lizée            | Christophe Wurm     | Ellie Delvaux        | Maéva Fiston     |

#### Épisode 14
- Diffusion : 12 avril 2016
- Audience : 396 000 téléspectateurs (23,5 % de parts de marché)[16]
- Invités : Alice on the Roof & Marc Pinilla
- Règles : Chaque coach présente ses 2 derniers talents qui chanteront en solo et en duo et répartit un pourcentage (au total 100 %) entre ses poulains. Les téléspectateurs votent par SMS en fin d'émission et les votes sont transformés en pourcentage (total 100 %). Le talent qui obtient le meilleur pourcentage va en finale.

| Ordre                                                                 | Talent           | Équipe           | Chanson                                                  |
| --------------------------------------------------------------------- | ---------------- | ---------------- | -------------------------------------------------------- |
| Envoyez valser - Marc Pinilla et Olivier Kaye                         |                  |                  |                                                          |
| 1                                                                     | Emma De Quick    | Stanislas        | Crazy in Love - Beyoncé                                  |
| 2                                                                     | Fanny Foguenne   | Stanislas        | Kids in America - Kim Wilde                              |
| Easy Come, Easy Go - Alice on the Roof et Pierre Lizée                |                  |                  |                                                          |
| 3                                                                     | Christophe Wurm  | Cats on Trees    | Hurt - Johnny Cash                                       |
| 4                                                                     | Pierre Lizée     | Cats on Trees    | Bitter Sweet Symphony - The Verve                        |
| Jimmy - Cats on Trees + I'm leaving - Quentin Mosimann                |                  |                  |                                                          |
| 5                                                                     | Davide Manna     | Quentin Mosimann | Libérée, délivrée - Anaïs Delva - La Reine des neiges    |
| 6                                                                     | Olivier Kaye     | Quentin Mosimann | Le Chanteur - Daniel Balavoine                           |
| Don't Let the Sun Go Down on Me d'Elton John - Stanislas et B.J Scott |                  |                  |                                                          |
| Les mêmes - Suarez - Marc Pinilla                                     |                  |                  |                                                          |
| 7                                                                     | Inès Bailly      | B.J Scott        | Je l'aime à mourir (version de Shakira) - Francis Cabrel |
| 8                                                                     | Laura Cartesiani | B.J Scott        | Georgia on My Mind - Ray Charles                         |
| Lucky You - Alice on the Roof                                         |                  |                  |                                                          |

Tableau des résultats : 
| Équipe           | Talent finaliste | Résultat Coach /100 | Résultat Public /100 | Total /200 | Talent exclu   | Résultat Coach /100 | Résultat Public /100 | Total /200 |
| ---------------- | ---------------- | ------------------- | -------------------- | ---------- | -------------- | ------------------- | -------------------- | ---------- |
| Stanislas        | Emma de Quick    | 60                  | 46                   | 106        | Fanny Foguenne | 40                  | 54                   | 94         |
| Cats On Trees    | Christophe Wurm  | 70                  | 34                   | 104        | Pierre Lizée   | 30                  | 66                   | 96         |
| Quentin Mosimann | Olivier Kaye     | 60                  | 53                   | 113        | Davide Manna   | 40                  | 47                   | 87         |
| B.J              | Laura Cartesiani | 60                  | 59                   | 119        | Inès Bailly    | 40                  | 41                   | 81         |

#### Épisode 15 - Finale
- Diffusion : 19 avril 2016
- Audience : 401 100 téléspectateurs (24,7 % de parts de marché)[17]
- Invités : Maître Gims, Hooverphonic & Florent Brack
- Règles : A ce stade, il ne reste plus qu'un talent par coach. Chaque candidat interprétera cette fois trois titres: leur meilleure prestation depuis le début de l’aventure, un duo avec son coach et une nouvelle « cover ». Les talents seront départagés par le vote des téléspectateurs, chaque vote rapportant 1 point.

Le gagnant de The Voice Belgique est celui qui totalisera le plus grand nombre de points
| Ordre                                              | Talent                                                                                      | Équipe                                                                                      | Chanson                                                                                     |
| -------------------------------------------------- | ------------------------------------------------------------------------------------------- | ------------------------------------------------------------------------------------------- | ------------------------------------------------------------------------------------------- |
| 1                                                  | Olivier Kaye, Christophe Wurm, Emma de Quick, Laura Cartesiani & Florent Brack: Don't Worry | Olivier Kaye, Christophe Wurm, Emma de Quick, Laura Cartesiani & Florent Brack: Don't Worry | Olivier Kaye, Christophe Wurm, Emma de Quick, Laura Cartesiani & Florent Brack: Don't Worry |
| 2                                                  | Olivier Kaye                                                                                | Quentin Mosimann                                                                            | Feeling Good - Muse                                                                         |
| 3                                                  | Emma de Quick et Stanislas                                                                  | Emma de Quick et Stanislas                                                                  | America - West Side Story                                                                   |
| 4                                                  | Maître Gims, Christophe Wurm et Laura Cartesiani : Tu vas me manquer                        | Maître Gims, Christophe Wurm et Laura Cartesiani : Tu vas me manquer                        | Maître Gims, Christophe Wurm et Laura Cartesiani : Tu vas me manquer                        |
| 5                                                  | Emma de Quick                                                                               | Stanislas                                                                                   | Hello - Adele                                                                               |
| 6                                                  | Christophe Wurm et Cats On Trees                                                            | Christophe Wurm et Cats On Trees                                                            | Foule sentimentale - Alain Souchon                                                          |
| 7                                                  | Laura Cartesiani                                                                            | B.J Scott                                                                                   | The Story - Brandi Carlile                                                                  |
| 8                                                  | Olivier Kaye et Quentin Mosimann                                                            | Olivier Kaye et Quentin Mosimann                                                            | Sexy and I Know It - LMFAO                                                                  |
| 9                                                  | Christophe Wurm                                                                             | Cats On Trees                                                                               | La Chanson des vieux amants - Jacques Brel                                                  |
| 10                                                 | Olivier Kaye, Emma de Quick & Hooverphonic : Badaboum                                       | Olivier Kaye, Emma de Quick & Hooverphonic : Badaboum                                       | Olivier Kaye, Emma de Quick & Hooverphonic : Badaboum                                       |
| 11                                                 | Laura Cartesiani & B.J Scott                                                                | Laura Cartesiani & B.J Scott                                                                | When a Man Loves a Woman - Percy Sledge                                                     |
| Fin temporaire des votes                           |                                                                                             |                                                                                             |                                                                                             |
| Annonce des deux derniers candidats en compétition |                                                                                             |                                                                                             |                                                                                             |
| 12                                                 | Emma de Quick                                                                               | Stanislas                                                                                   | Bring Me to Life - Evanescence                                                              |
| 13                                                 | Laura Cartesiani                                                                            | B.J Scott                                                                                   | This World - Selah Sue                                                                      |
| 14                                                 | Maître Gims : Sapés comme jamais                                                            | Maître Gims : Sapés comme jamais                                                            | Maître Gims : Sapés comme jamais                                                            |

Pré-éliminations : 
| Talent finaliste            | Talent exclu                    |
| --------------------------- | ------------------------------- |
| Laura Cartesiani (BJ Scott) | Olivier Kaye (Quentin Mosimann) |
| Emma de Quick (Stanislas)   | Christophe Wurm (Cats On Trees) |

Résultat final : 
| Vainqueur                                       | Perdant                   |
| ----------------------------------------------- | ------------------------- |
| Laura Cartesiani (BJ Scott) avec 59 % des votes | Emma de Quick (Stanislas) |

## Audiences
| Type            | Date de diffusion | Téléspectateurs | Parts de marché | Classement des audiences de la soirée | Classement des parts de marché de la soirée | Notes et références |
| --------------- | ----------------- | --------------- | --------------- | ------------------------------------- | ------------------------------------------- | ------------------- |
| Blind Auditions | 5 janvier 2016    | 546 500         | 34,1 %          | 1re                                   | 1re                                         | [ 3 ]               |
| Blind Auditions | 12 janvier 2016   | 561 433         | 32,2 %          | 1re                                   | 1re                                         | [ 4 ]               |
| Blind Auditions | 19 janvier 2016   | 541 760         | 29,5 %          | 1re                                   | 1re                                         | [ 5 ]               |
| Blind Auditions | 27 janvier 2016   | 565 000         | 32,6 %          | 1re                                   | 1re                                         | [ 6 ]               |
| Blind Auditions | 2 février 2016    | 473 039         | 25,1 %          | 1re                                   | 1re                                         | [ 7 ]               |
| Blind Auditions | 9 février 2016    | 546 300         | 29,7 %          | 1re                                   | 1re                                         | [ 8 ]               |
| Duels           | 16 février 2016   | 499 700         | 26,7 %          | 1re                                   | 2e                                          | [ 9 ]               |
| Duels           | 23 février 2016   | 470 900         | 28,1 %          | 1re                                   | 2e                                          | [ 10 ]              |
| Duels           | 1er mars 2016     | 440 000         | 25 %            | 2e                                    | 2e                                          | [ 11 ]              |
| Duels           | 8 mars 2016       | 438 400         | 24,4 %          | 1re                                   | 2e                                          | [ 12 ]              |
| Lives           | 15 mars 2016      | 368 700         | 25,1 %          | 2e                                    | 2e                                          | [ 13 ]              |
| Lives           | 28 mars 2016      | 388 000         | 23,6 %          | 2e                                    | 2e                                          | [ 14 ]              |
| Lives           | 5 avril 2016      | 379 100         | 23,1 %          | 2e                                    | 2e                                          | [ 15 ]              |
| Lives           | 12 avril 2016     | 396 000         | 23,5 %          | 2e                                    | 2e                                          | [ 16 ]              |
| Lives           | 19 avril 2016     | 401 100         | 24,7 %          | 2e                                    | 2e                                          | [ 17 ]              |